# Нова Гута (Гомельський район)
Нова Гута (біл. Новая Гута) — агромістечко в Терюській сільраді Гомельського району Гомельської області Білорусі. Планування агромістечка — квартальне. Забудова переважно цегляна, багатоповерхова, квартирного типу. У північній частині (вулиця Тюшева та інші) містечка дерев’яні хати. На автошляху Нові Яриловичі — Гомель розташований пропускний прикордонний пункт «Новая Гута» білорусько-українського державного кордону.

## Географія
Агромістечко розташоване на південному сході республіки Білорусь, 33 км на південь від Гомеля, поруч із автомагістраллю Автошлях E95 і міжнародним пропускним пунктом Білорусько-Українського державного кордону.

### Розташування
За 10 км від залізничної станції Кравцовка (на лінії Гомель — Чернігів), 33 км на південь від Гомеля.

## Гідрографія
На заході заплава річки Сож (притока річки Дніпро).

## Транспортна мережа
Поруч проходить білоруська магістраль М8 у напрямку на Гомель і Вітебськ, яка є частиною європейського автомобільного маршруту E95 (Санкт-Петербург — Вітебськ — Гомель — Київ — Одеса — Самсун — Мерзіфон) і IX пан'європейського коридору.

## Історія
Заснований на початку 1920-х років переселенцями із села Студена Гута. У 1926 році працював поштовий пункт, у Студзенагуцькій сільраді Дятловського району Гомельського округу. У 1931 році жителі вступили до колгоспу. Під час Німецько-радянської війни 24 жителі загинули на фронті. У 1959 році у складі радгоспу «Сож» (центр — село Кравцовка). Розташований санаторій «Золоті піски», середня школа, бібліотека, амбулаторія, дитячий садок, Будинок культури, відділення зв’язку, СДЮШОФ, де займаються такими видами спорту, як дзюдо, самбо, волейбол та плавання.

## Економіка
Більшість населення працює на місцевому м’ясокомбінаті ВАТ "Комбінат-радгосп «Сож»". Фактично, на ньому і тримається добробут агромістечка. Так, працівникам комбінату будують багатоповерхові будинки у містечку. Продукція реалізується по всій Білорусі, але, переважно, у Гомельській області.
У центрі є відділення білоруського банку.

## Культура
У центрі містечка знаходиться Будинок культури. Також в ньому розміщується бібліотека та центр ремесел.

## Населення

### Чисельність
- 2004 рік — 702 господарств, 2159 жителів.

### Динаміка
- 1926 рік — 16 дворів, 72 жителі.
- 1959 рік — 248 жителів (згідно з переписом).
- 2004 рік — 702 господарства, 2159 жителів.

## Галерея

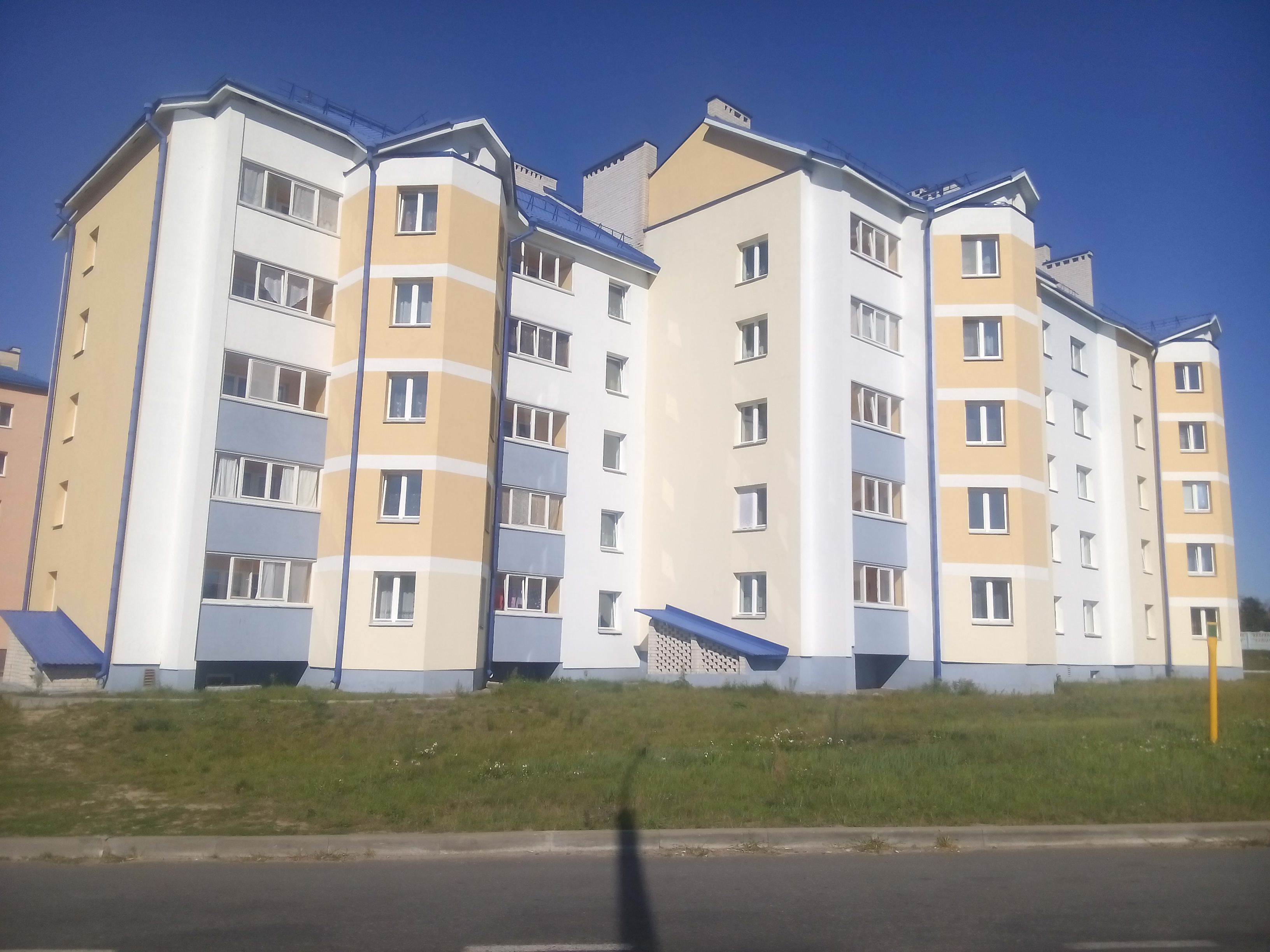
Нові будинки
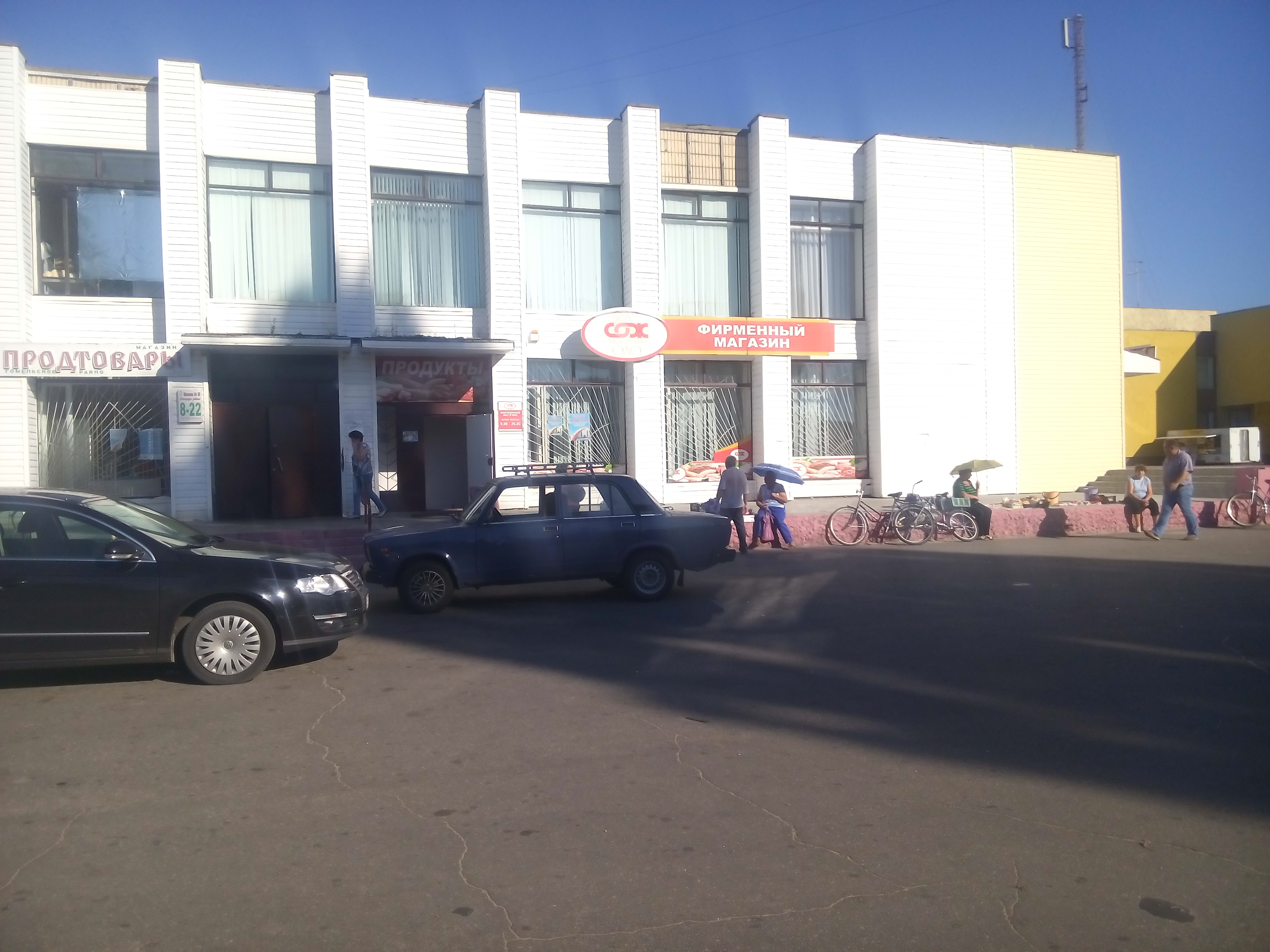
Базар в центрі
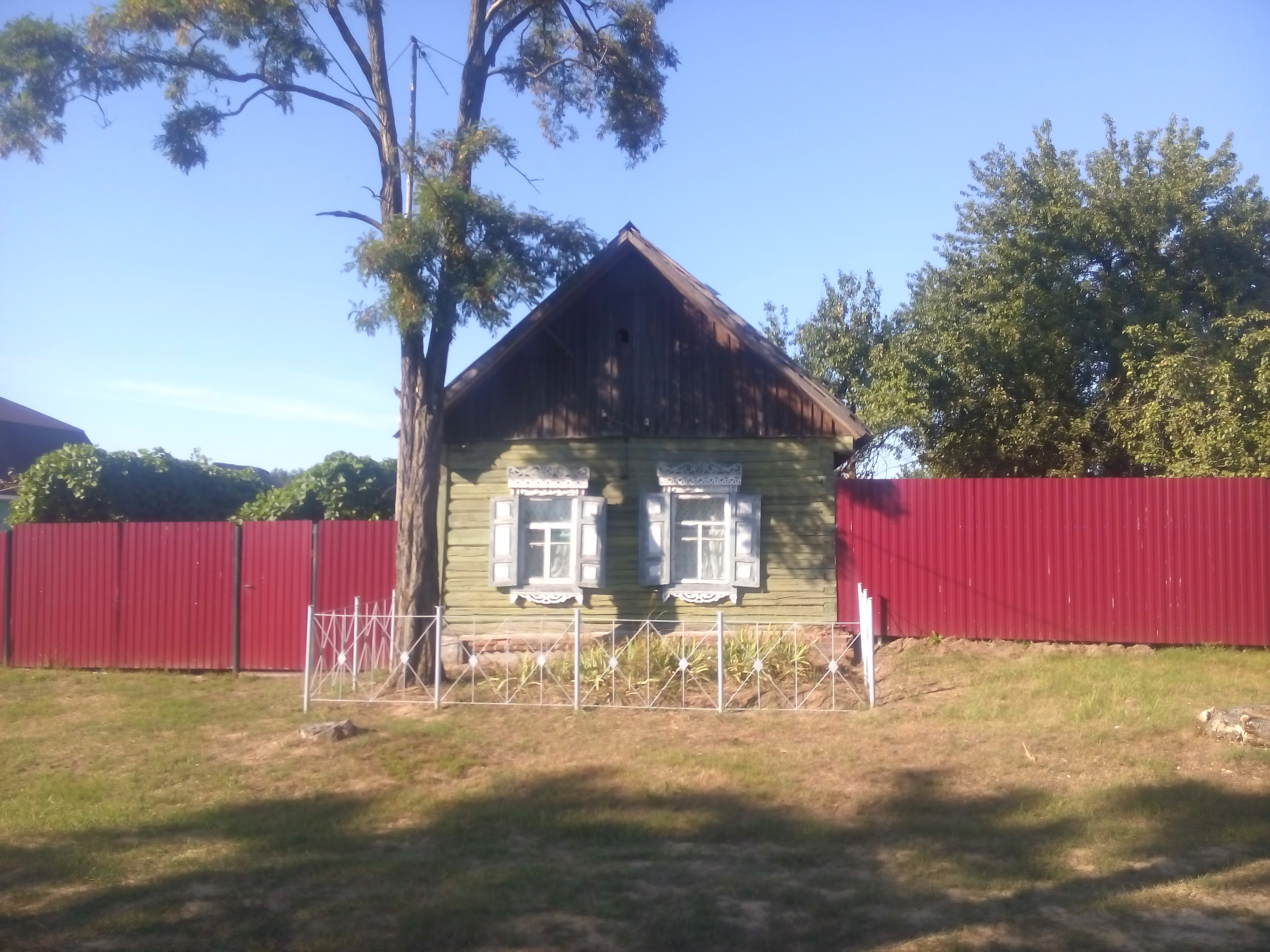
Дерев’яна хата на вулиці Тюшева
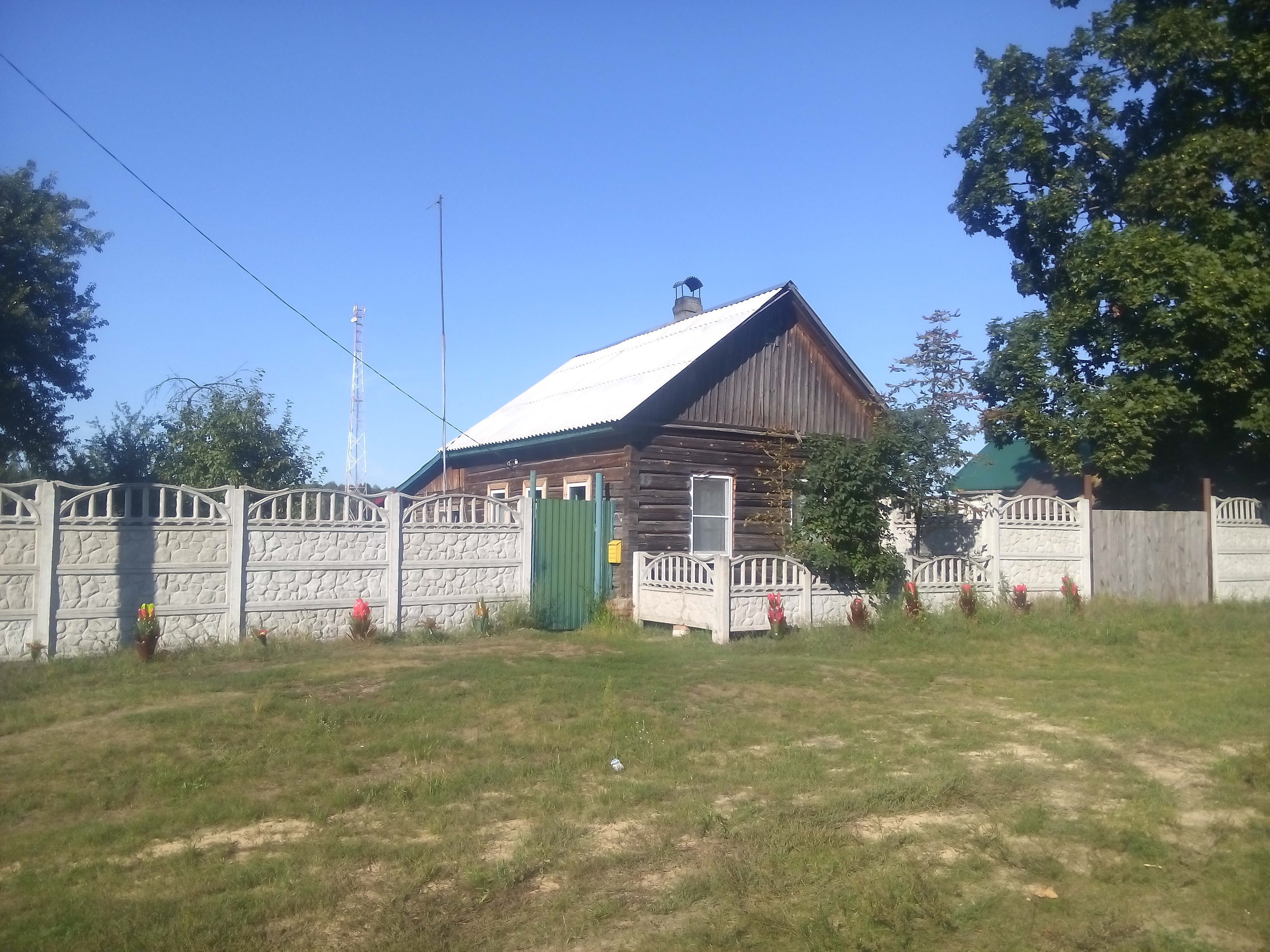
Дерев’яна хата на вулиці Тюшева
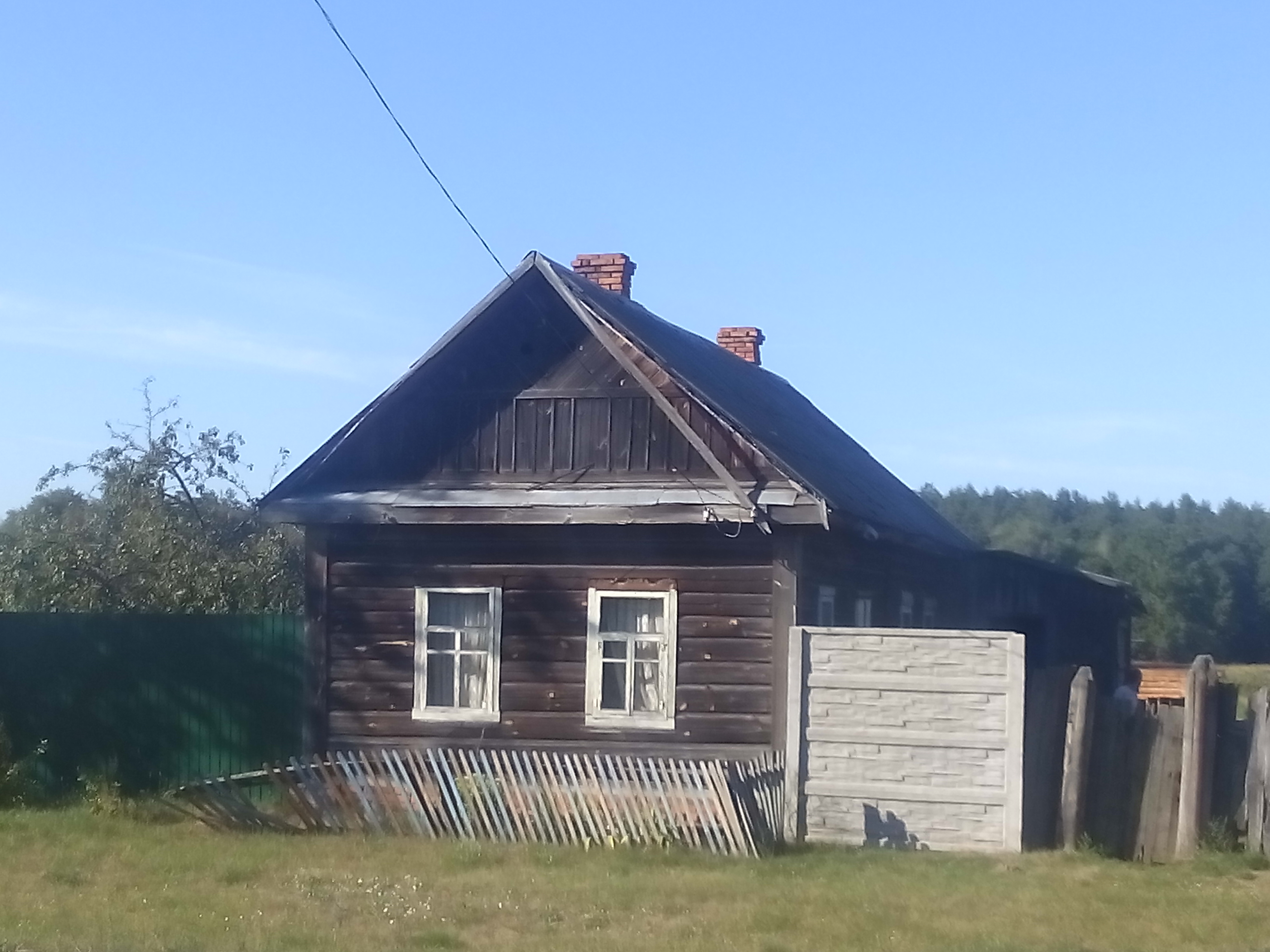
Дерев’яна хата на вулиці Тюшева
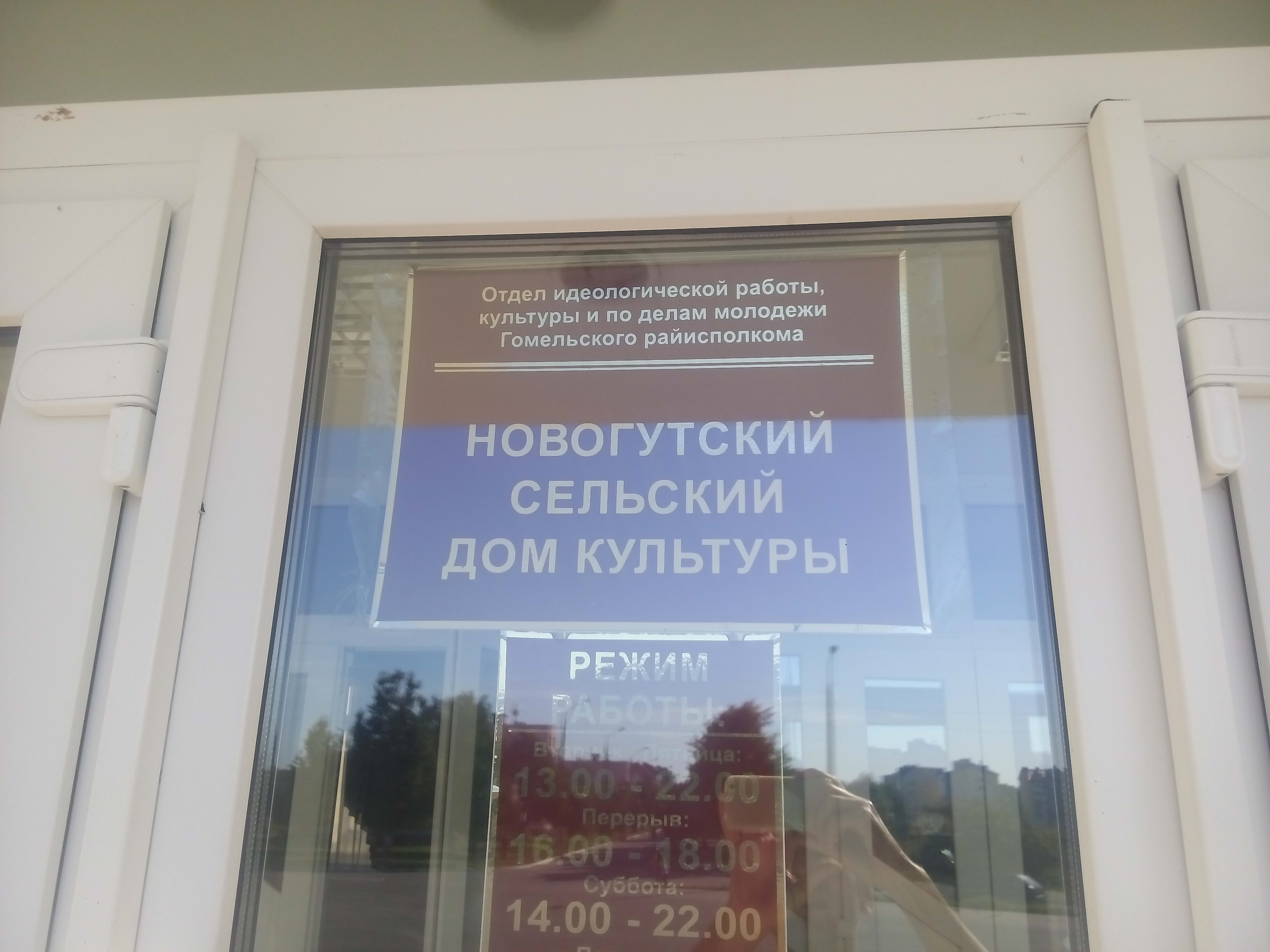
Все дуже серйозно - відділ ідеологічної роботи у Будинку культури
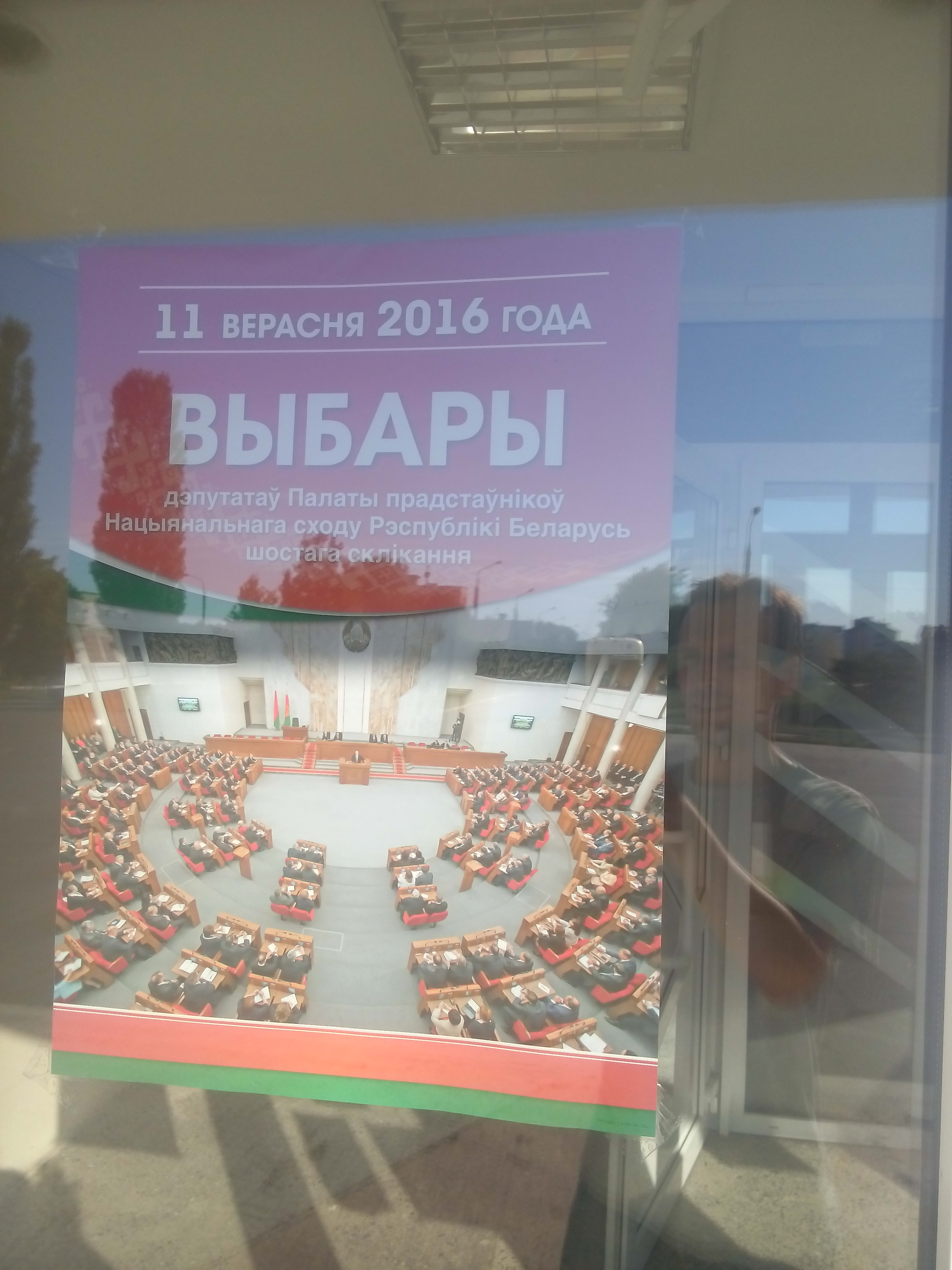
Вибори 2016 року
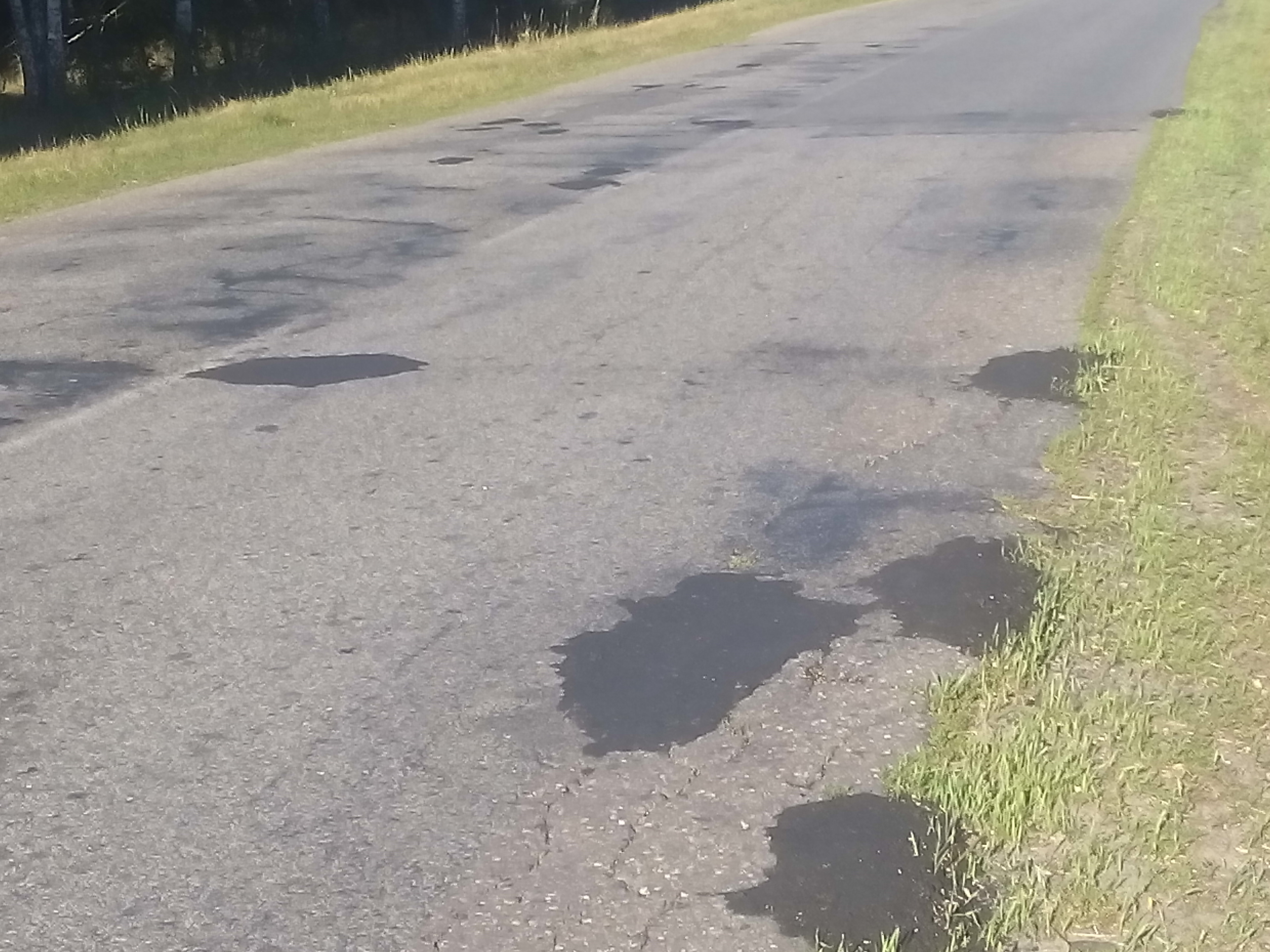
Дорога Нова Гута-свинокомбінат. Ямковий ремонт. Якість доріг між селами майже така сама, як в Україні.
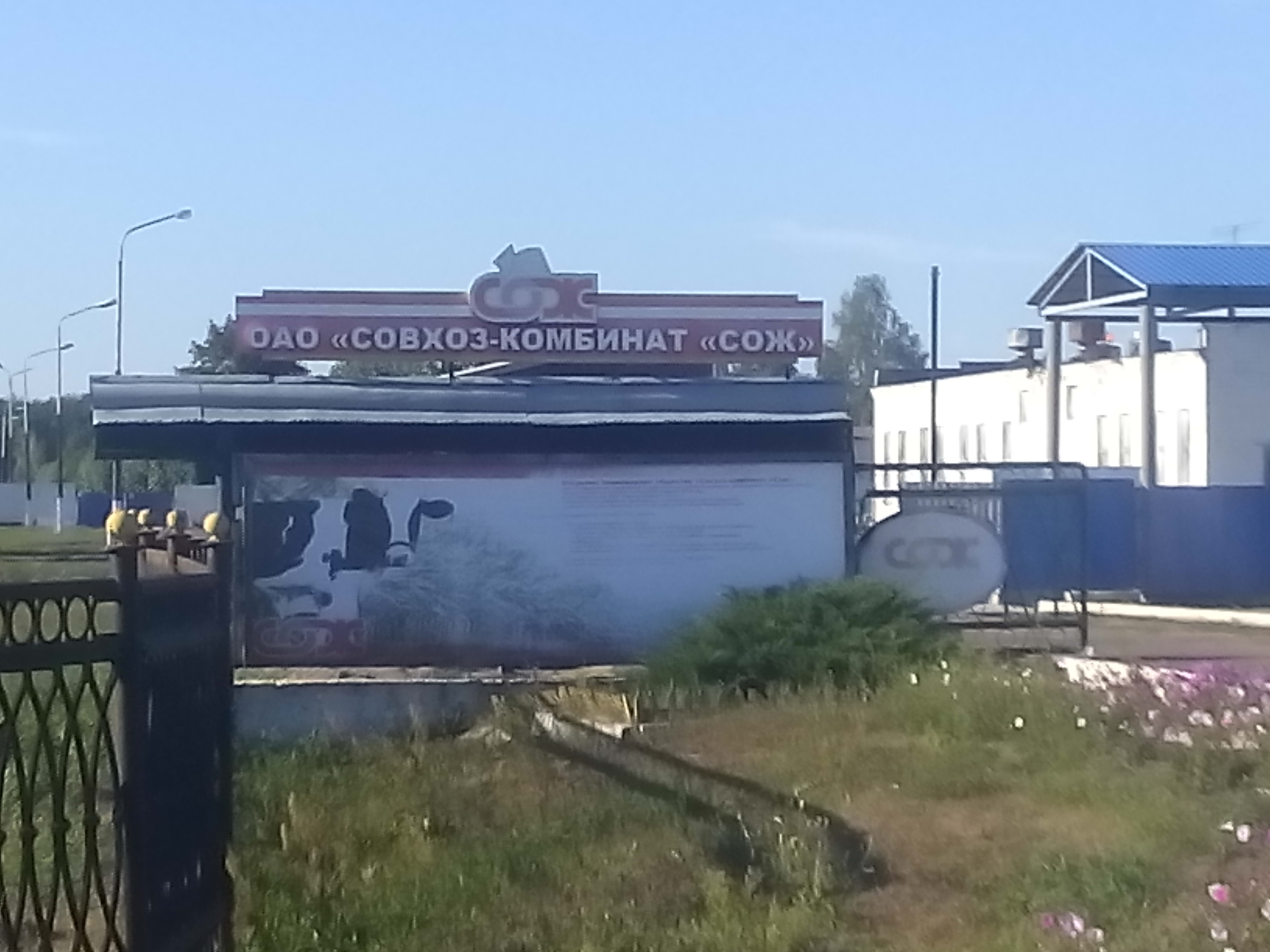
М’ясокомбінат "Сож". Радгосп на вивісці.
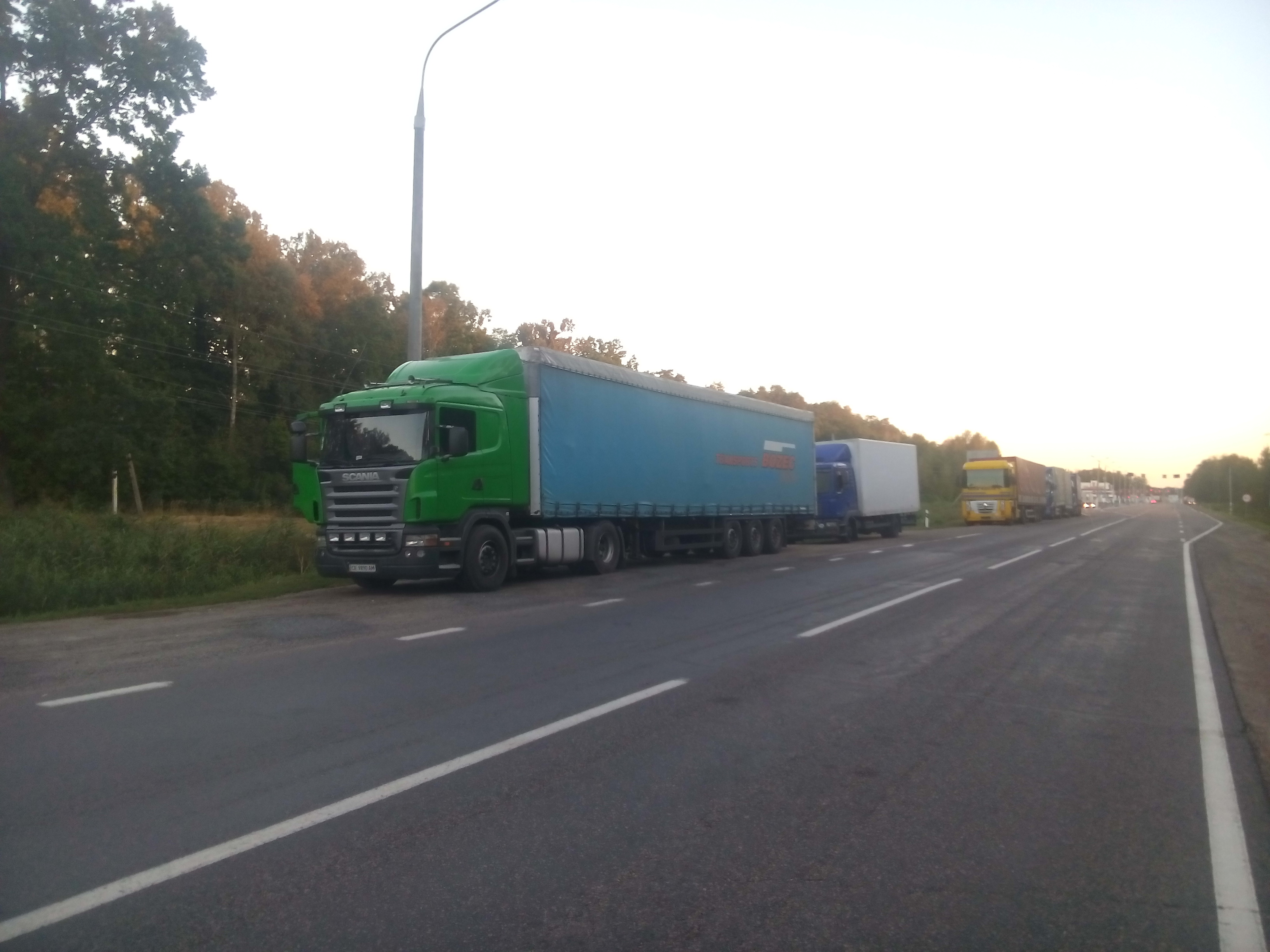
На кордоні Білорусь-Україна дуже часто бувають черги. Частіше на вихідні дні та свята.